# Adam Rayner
Adam Chance Abbs Rayner, né le 28 août 1977 à in Shrewsbury (Angleterre), est un acteur britannique.
Il a notamment joué à la télévision dans Mistresses, At Home with the Braithwaites et Making Waves. Il est également apparu au théâtre dans The Rivals (Bristol Old Vic, 2004), Roméo et Juliette (Royal Shakespeare Theatre, 2006) et Beaucoup de bruit pour rien (Novello, 2006). Après Roger Moore, Ian Ogilvy, Andrew Clarke (acteur) et Simon Dutton, il est le cinquième comédien à avoir joué à la télévision le rôle de Simon Templar Le Saint.

## Biographie

### Jeunesse
Bien que né à Shrewsbury, il a grandi dans le Norfolk, près de Norwich. Il a brièvement vécu aussi aux États-Unis quand il était enfant.
La mère de Rayner est américaine, son père possède la double nationalité américaine et britannique.
Rayner a étudié à l'université de Durham où il a intégré la troupe de théâtre et, après avoir obtenu son diplôme, a suivi un cours de théâtre de deux ans à LAMDA.

### Carrière
Il fait ses débuts en 2002 au théâtre en remplaçant Matt Damon dans la pièce This Is Our Youth. L'année suivante, sa première apparition à l'écran est dans la série télévisée At home with the Braithwaites.
On le remarque ensuite en tant que Dr Gail dans l'épisode spécial Noël 2010 The Perfect Christmas de la sitcom primée de la BBC Miranda aux côtés de Sally Phillips, Miranda Hart, Tom Ellis, Sarah Hadland et Patricia Hodge, et son personnage est revenu dans le quatrième épisode de la troisième saison, intitulé Je Regret Nothing.
En novembre 2012, il a été annoncé que Rayner était choisi pour incarner Simon Templar dans le pilote d'une nouvelle série télévisée The Saint, basée sur le personnage éponyme. Le tournage a commencé le lundi 17 décembre 2012 à Pacific Palisades, en Californie. Le producteur exécutif Roger Moore n'a pas pu vendre le pilote qui a finalement a été diffusé en 2017 après sa mort. Il s'agit en fait d'un pilote de série transformé en téléfilm, comportant dans la distribution deux anciens interprètes du Saint, Roger Moore et Ian Ogilvy.
Rayner a été choisi pour jouer le rôle principal dans la série télévisée Tyrant, qui a été diffusée de juin 2014 à septembre 2016.

### Vie privée
Il a épousé l'actrice Lucy Brown, le soir du nouvel an 2015. Ils ont un fils ensemble, Jack, né le 28 décembre 2014, et une fille, Annie Rose. Adam Rayner a un frère, Matthew.

## Théâtre
- 2002 : This one is yourth de Kenneth Lonergan, mise en scène de Laurence Boswell au Garrick Theatre de Londres, remplaçant Matt Damon pour les deux dernières semaines de représentation
- 2004 : The Rivals au Old Vic de Bristol
- 2005 : Postman Rings Twice de James M. Cain, mise en scène d'Andrew Rattenbury au Playhouse Theatre, Londres
- 2006 : Roméo et Juliette au Royal Shakespeare Theatre
- 2006 : Beaucoup de bruit pour rien (Much Ado About Nothing)

## Filmographie

### Cinéma
- 2003 : The Goodbye Plane, court-métrage : Leonard âgé de 20 ans
- 2004 : The Rivals : Capitaine Jack Absolute
- 2005 : RedMeansGo : Sam
- 2006 : Love (et ses petits désastres) (Love and Other Disasters) : Tom / Fantaisie David
- 2007 : Traque sanglante (Straightheads) : Jago
- 2007 : Steel Trap : Adam
- 2011 : The Task : Taylor
- 2015 : Traceurs (Tracers) : Meunier
- 2020 : Campbell Scott, court-métrage : Campbell Scott
- 2021 : Everything I Ever Wanted to Tell My Daughter About Men : Campbell-Scott

### Télévision
- 2003 : At Home with the Braithwaites : Nick Bottomley
- 2004 : Faire des vagues ("Making Waves") : Le lieutenant Sam Quartermaine
- 2005 : Vincent : James O'Connor
- 2005-2007 : Peau sensible (Sensitive Sking) : Greg
- 2006 : La Ligne de beauté (The Line of Beauty) : Ricky
- 2006 : Ingham Infiltrates: Robbie Williams (court-métrage) : Jed
- 2008-2010 : Maîtresses (Mistresses) (série télévisée) : Dominic Montgomery
- 2008 : Doctor Who : Roger Curbishley
- 2010 : À l'étranger ("Abroad") : Edward Walpole
- 2010-2011 : Hawthorne : Infirmière en chef ("Hawthorne") (série télévisée) : Dr Steve Shaw
- 2010-2013 : Miranda : Dr Gail
- 2010-2011 : Meurtres en sommeil (Waking the Dead) (série télévisée) : Piers Kennedy
- 2010-2011 : Dragon Age: Rédemption : Cairn
- 2012 : Undercovers : Tomas Hauptman
- 2012 : Hunted : Marais Aidan
- 2013 : The Whale : Capitaine Pollard
- 2014–2016 : Tyrant (série télévisée) : Bassam "Barry" Al-Fayeed
- 2016 : Notorious : DA Max Gilford
- 2017 : The Saint : Simon Templar
- 2019 : Le correctif (The Fix) (série télévisée) : Matthew Collier
- 2019 : Warrior (série télévisée) : Douglas Strickland III
- 2021-2022 : Superman et Lois (Superman and Lois) (série télévisée)